# 돈암서원 원정비
돈암서원 원정비(遯巖書院 院庭碑)는 대한민국 충청남도 논산시 연산면, 돈암서원에 있는 조선시대의 비석이다. 2000년 1월 11일 충청남도의 문화재자료 제366호로 지정되었다.

## 개요
조선시대 중기 문인 사계 김장생 선생의 문하생들이 돈암서원을 세운 사연과, 사계와 그의 아들인 신독재 김집 부자의 학문과 업적을 적은 비이다. 연꽃 무늬가 새겨진 방형의 비 받침대에 대리석 비석과 비 머리가 서 있다. 이들은 예학과 성리학의 대가로 고향에 돌아와 주자학을 연구하였는데, 비문에는 장중하고 온화한 사계와 치밀한 신독재의 성품을 기리고, 그들의 높은 학문을 적고 있다. 현종 10년(1669년)에 세웠는데, 비문은 송시열이 적고 송준길이 글씨를 썼으며, 앞면에 새겨져 있는 전서체 제목은 김만기가 썼다. 이 서원은 숲말에 있던 것을 홍수때 물이 차므로 고종 17년(1880년)에 이곳으로 옮겨지었는데, 그때 비석도 옮겨왔다. 현재의 건물들은 비문에 적혀 있는 건물 배치와 다르다.

## 같이 보기
- 돈암서원
- 김장생

## 참고 자료
- 돈암서원 원정비 - 국가유산청 국가유산포털